# Lehman College

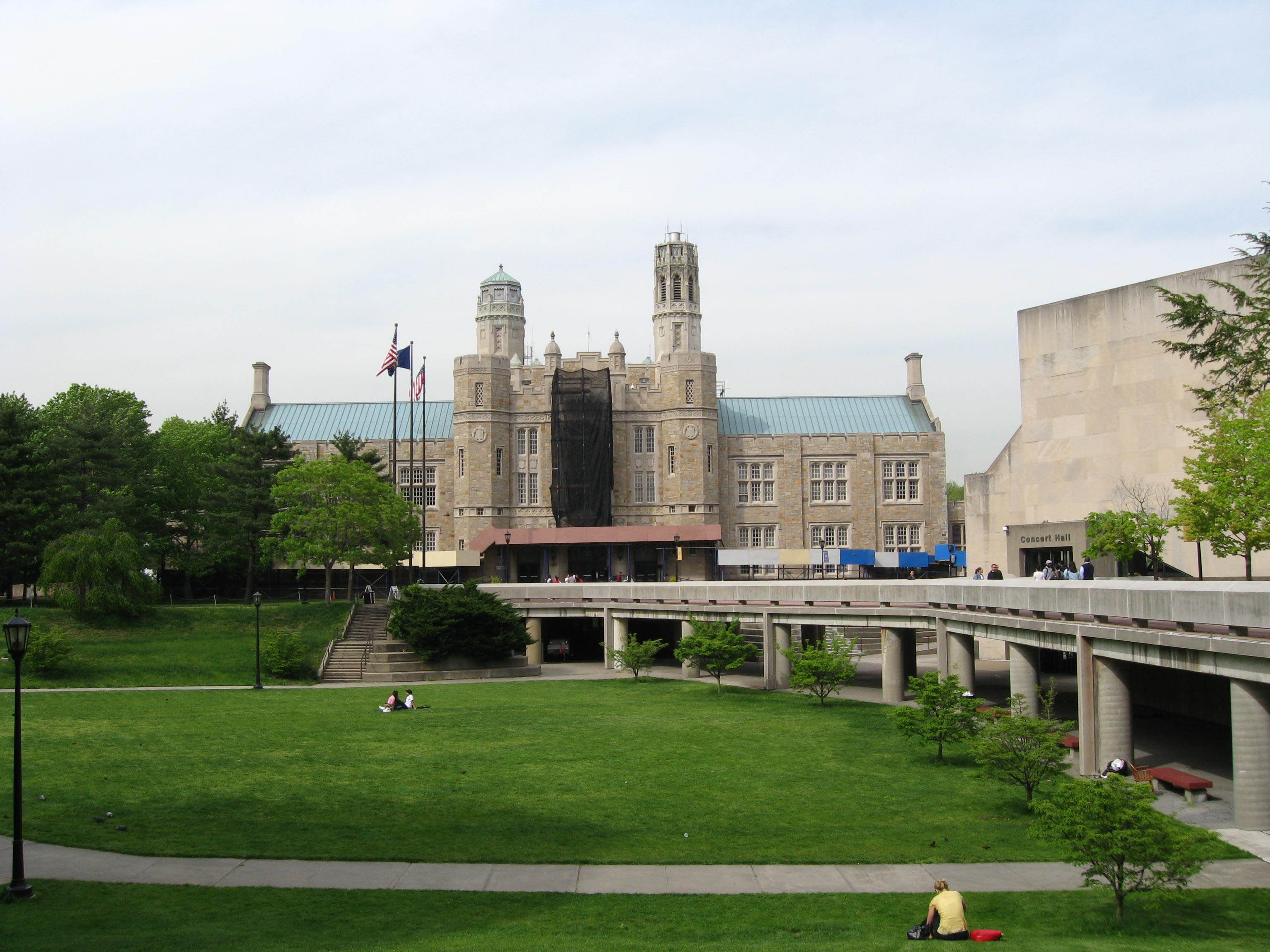
Vista de Lehman College

Lehman College, también conocido como Herbert H. Lehman College, es una de las instituciones que forman parte de la Universidad Municipal de Nueva York, la red universitaria de la Ciudad de Nueva York. Está ubicada en la parte norte del condado del Bronx, entre los vecindarios de Bedford Park y Kingsbridge.
Los recintos que conforman esta universidad fueron la sede de la Naciones Unidas por un corto período en los años de su fundación. Inicialmente se le conoció como Hunter College, pero cambió su nombre cuando ese otro recinto se ubicó en Manhattan.
Su presidente actual es Ricardo R. Fernández, académico de origen puertorriqueño.
- Datos: Q1128593
- Multimedia: Lehman College / Q1128593